# Centro de Formación Profesional Revilla-Gigedo
El Centro de Formación Profesional Revilla-Gigedo es un centro concertado de formación profesional dirigido por la Compañía de Jesús y ubicado en Gijón, Asturias (España).
En el centro se imparten programas de cualificación profesional inicial y ciclos formativos de Grado Medio y de Grado Superior reglados en la formación profesional en España.

## Historia
Álvaro Armada Fernández de Córdoba Valdés y Güemes (Gijón, 1843-1907), VI conde de Revilla Gigedo, VII marqués de San Esteban de Natahoyo, IV conde de Güemes y XVII adelantado de la Florida, tras la lectura de la encíclica rerum novarum, se decidió a fundar una escuela para hijos de trabajadores, que recibirían formación técnica que les resultase útil para trabajar en la industria que había nacido en Gijón durante el último tercio del siglo XIX. 
Fijó su ubicación en tierras de su propiedad en el barrio del Natahoyo, junto a la antigua ermita de San Esteban del Mar, y encomendó su formación a la Compañía de Jesús. Álvaro Armada Fernández de Córdoba falleció en Gijón en 1907, pero su viuda encargó al hijo mayor, también llamado Álvaro, que continuara la labor de su padre. 
Se asignó el proyecto al arquitecto Miguel García Lomas y en abril de 1923 se colocó la primera piedra del nuevo edificio. Poco después, el 25 de noviembre de 1923, Álvaro Armada falleció en accidente y a partir de ese momento fue su hermano, Luis Gonzaga Armada, IX marqués de Santa Cruz de Rivadulla, quien se hizo cargo de la labor. Una hermana de ambos, Encarnación Armada de los Ríos, se hizo religiosa del Sagrado Corazón en 1926 y, antes, dejó sus bienes para la construcción de la escuela. Gracias a este impulso económico, el centro se inauguró el 18 de septiembre de 1929 como Escuela Fundación Revilla-Gigedo con la asistencia de Jaime de Borbón y Battenberg.

## Instalaciones
Ocupa aproximadamente una superficie de 8.500 m², distribuidos en patios interiores, canchas cubierta y descubierta, aulas polivalentes, aulas-taller y talleres profesionales (taller de soldadura, de calderería, taller de tornos, de fresas, de metrología y ensayos).

## Oferta académica
El Revilla-Gigedo imparte las siguientes enseñanzas:
- Formación profesional básica 
  - Electricidad y Electrónica (ELE101)
  - Fabricación y Montaje (FME101)
- Ciclos formativos de grado medio
  - Instalaciones Eléctricas y Automáticas (ELE202)
  - Mantenimiento Electromecánico (IMA201)
  - Mecanizado (FME202)
  - Soldadura y Calderería (FME203)
- Ciclos formativos de grado superior
  - Mantenimiento Electrónico (ELE301)
  - Sistemas Electrotécnicos y Automatizados (ELE302)
  - Programación de la Producción en Fabricación Mecánica (FME304)
  - Construcciones Metálicas (FME301)
  - Mecatrónica Industrial (IMA302)